# Friedrich Bruder
Friedrich Bruder (* 27. Februar 1907 in Gonzenheim; † 15. August 1991 in Quakenbrück) war ein deutscher Landwirt und Politiker (CDU).

## Leben
Bruder besuchte das Gymnasium und begann im Anschluss sein Studium der Landwirtschaft. Er machte seinen Abschluss als Diplomlandwirt und wurde im Folgenden Landwirtschaftslehrer in Stade. Zwischen den Jahren 1936 bis 1944 war er Saatbauberater und Geschäftsführer einer Saatbaugesellschaft in Schneidemühl. Bruder wurde in den Kriegsdienst berufen und erlebte zum Ende des Zweiten Weltkrieges seine Vertreibung aus Schneidemühl. Seit 1945 war er selbständiger Landwirt in Wehdel, Kreis Bersenbrück.
Bruder wurde für die CDU Mitglied des Niedersächsischen Landtages in der 3. Wahlperiode vom 6. Mai 1955 bis 5. Mai 1959. Seit dem 9. Mai 1955 war er Mitglied der DP/CDU-Fraktion. Seine Nachfolgerin im Landtag war Hildegard Brodtführer.

## Quelle
- Barbara Simon: Abgeordnete in Niedersachsen 1946–1994. Biographisches Handbuch. Hrsg. vom Präsidenten des Niedersächsischen Landtages. Niedersächsischer Landtag, Hannover 1996, S. 55.

| Personendaten    | Personendaten                  |
| ---------------- | ------------------------------ |
| NAME             | Bruder, Friedrich              |
| KURZBESCHREIBUNG | deutscher Politiker (CDU), MdL |
| GEBURTSDATUM     | 27. Februar 1907               |
| GEBURTSORT       | Gonzenheim                     |
| STERBEDATUM      | 15. August 1991                |
| STERBEORT        | Quakenbrück                    |